# Drum național 1H
Der Drum național 1H (rumänisch für „Nationalstraße 1H“, kurz DN1H) ist eine Hauptstraße in Rumänien. 

## Verlauf
Die Straße zweigt in Aleșd (ungarisch Élesd) vom Drum național 1 (Europastraße 60) ab und führt über die Höhe der Muntele Șes zunächst nach Norden. Sie wendet sich dann nach Osten und verläuft über Nușfalău, wo der Drum național 19B auf sie trifft, und Simleu Silvaniei zum Drum național 1F (zugleich Europastraße 81), auf den sie rund 9 km nordwestlich von Zalău trifft. Nach kurzem gemeinsamem Verlauf mit dieser Straße zweigt sie noch nördlich von Zalău nach Osten ab, führt durch die Kleinstadt Jibou, nimmt rund 4 km weiter östlich den dort endenden Drum național 1G auf und folgt dem Lauf des Someș bis zu ihrer Einmündung in den Drum național 1C (zugleich Europastraße 58) bei dem Dorf Răstoci.
Die Länge der Straße beträgt rund 123,5 km.